# マーストリヒト包囲戦 (1748年)
マーストリヒト包囲戦（マーストリヒトほういせん、英語: Siege of Maastricht）はオーストリア継承戦争中の1748年4月から5月にかけて行われた戦闘。モーリス・ド・サックス率いるフランス軍はネーデルラント戦役の最終段階において、防壁条約で保障されたオランダの要塞であるマーストリヒトを包囲した。長い包囲戦ののち、マーストリヒトの駐留軍は降伏して退去した。その後、アーヘンの和約によりフランスはマーストリヒトを含むオーストリア領ネーデルラント全体を返還した。